# Oberbayern
Oberbayern är ett bezirk och regeringsdistrikt i det tyska förbundslandet Bayern. Huvudstad är München.

## Historia
Regionen skapades 1255 som ett självständigt hertigdöme då hertigdömet Bayern delades upp av de två hertigbröderna Ludvig II (som erhöll Oberbayern och Pfalz) och Heinrich XIII (som erhöll Niederbayern). I dess nuvarande utsträckning består regeringsområdet av det gamla hertigdömet Ober-Bayern, biskopsstiftet Freising, grevskapet Werdenfels, Berchtesgaden samt delar av ärkebiskopsstiftet Salzburg.

## Geografi

### Läge
Distriktet med en yta på 17 529,10 km² den 1 januari 2021 och 4 729 243 invånare den 31 december 2021 kännetecknas av Alpernas norra kant och deras förland med sjöarna Ammersee, Starnbergsjön och Chiemsee.

### Administrativ indelning
Oberbayern indelas i tre kretsfria städer och tjugo kretsar:
| Regionalkod | Kategori      | Namn                              |
| ----------- | ------------- | --------------------------------- |
| 09161       | Kretsfri stad | Ingolstadt                        |
| 09162       | Kretsfri stad | München                           |
| 09163       | Kretsfri stad | Rosenheim                         |
| 09171       | Krets         | Landkreis Altötting               |
| 09173       | Krets         | Landkreis Bad Tölz-Wolfratshausen |
| 09172       | Krets         | Landkreis Berchtesgadener Land    |
| 09174       | Krets         | Landkreis Dachau                  |
| 09175       | Krets         | Landkreis Ebersberg               |
| 09176       | Krets         | Landkreis Eichstätt               |
| 09177       | Krets         | Landkreis Erding                  |
| 09178       | Krets         | Landkreis Freising                |
| 09179       | Krets         | Landkreis Fürstenfeldbruck        |
| 09180       | Krets         | Landkreis Garmisch-Partenkirchen  |
| 09181       | Krets         | Landkreis Landsberg am Lech       |
| 09182       | Krets         | Landkreis Miesbach                |
| 09183       | Krets         | Landkreis Mühldorf am Inn         |
| 09184       | Krets         | Landkreis München                 |
| 09185       | Krets         | Landkreis Neuburg-Schrobenhausen  |
| 09186       | Krets         | Landkreis Pfaffenhofen an der Ilm |
| 09187       | Krets         | Landkreis Rosenheim               |
| 09188       | Krets         | Landkreis Starnberg               |
| 09189       | Krets         | Landkreis Traunstein              |
| 09190       | Krets         | Landkreis Weilheim-Schongau       |

### Grannområden
Grannområden är Oberpfalz (093) i norr, Niederbayern (092) i nordost, Oberösterreich (Österrike, AT) i öster, Land Salzburg (Österrike, AT) i sydost, Tyrolen (Österrike, AT) i söder, Schwaben (097) i väster och Mittelfranken (095) i nordväst.